# Convention collective de travail en droit français
En droit français, une convention collective du travail est  un texte venant en complément du droit du travail en vigueur en niveau national, définissant les statuts (rémunérations, embauche, conditions de travail) des travailleurs d'une entreprise, d'un groupe d'entreprises ou d'une branche professionnelle, après une négociation passée entre les employeurs ou leurs organisations et les organisations représentant les salariés (syndicats) du périmètre concerné.
En France, la plupart des contrats de travail se réfèrent à une convention collective, en précisant la date d'entrée dans l'emploi, le type d'emploi et le coefficient de rémunération. Certains secteurs n'ont toutefois pas de convention collective associée car le nombre de travailleurs n'excède pas 10 000 dans toute la France[réf. souhaitée]. Les travailleurs de ces secteurs peuvent toutefois faire la demande de se rattacher à une convention collective existante auprès de l'inspection du travail, celle-ci enverra alors un inspecteur vérifier la demande et l'adéquation de l'entreprise avec la convention collective choisie[réf. souhaitée].
En, France, 19 millions de salariés sont couverts par une convention collective.

## Liste
Cet article dresse la liste des conventions collectives en France par numéro au Journal officiel.

### 3010 et n° suivants
3010 fleuristes, vente et services des animaux familiers
3011 production des papiers, cartons et celluloses (ingénieurs et cadres)
3013 coopératives de consommation
gérants non salaries
3014 organismes gestionnaires de foyers et services pour jeunes travailleurs
3015 cordonnerie
3018 bureaux d’études techniques, cabinets d’ingénieurs conseils, sociétés de conseils (syntec)
3019 fabriques d’articles de papeterie et de bureau

### 3020 et n° suivants
3020 experts-comptables et commissaires aux comptes (cabinets)
3021 commerce à prédominance alimentaire cette convention a été remplacée par la convention collective du 12 juillet 2001 du commerce de détail et de gros à prédominance alimentaire (brochure nº 3305).
3022 voies ferrées d’intérêt local
3023 aéraulique (installation, entretien, réparation et dépannage de matériel aéraulique, thermique et frigorifique)
3025 métallurgie (ingénieurs et cadres)
3026 brochure 3294 pâtes alimentaires sèches et couscous non préparé
3026 sucreries, sucreries-distilleries et raffineries de sucre
3027 reprographie
3029 vins, cidres, jus de fruits, sirops, spiritueux, et liqueurs de France
3030 brochure 3294 pâtes alimentaires sèches et couscous non préparé
3030 glaces, sorbets, crèmes glacées (industrie)

### 3030 et n° suivants
3031 médecine du travail (personnel des services interentreprises)
3032 bâtiment
région parisienne
3033 dentaire (négoce en fourniture)
3034 services de l’automobile (commerce et réparation de l’automobile, du cycle et du motocycle
activités connexes
contrôle technique automobile
formation des conducteurs)
3035 céramique d’art céramique de bijouterie, fabrication d’émaux cloisonnés, émaillage sur métaux précieux
3037 huissiers de justice (personnel)
3038 laboratoires cinématographiques et sous-titrage

### 3040 et n° suivants
3041 travail mécanique du bois, des scieries, du négoce et de l’importation des bois
3042 thermiques (équipements)
3044 commerces de gros
3045 confiserie, chocolaterie, biscuiterie et alimentation fine (commerce de gros de) et négociants-distributeurs de levure
3046 caoutchouc
3047 tissus, tapis, linge de maison (commerce de gros)
3048 production cinématographique
3049 sport et équipements de loisirs (commerce des articles)

### 3050 et n° suivants
3050 miroiterie, transformation et négoce du verre
3051 bijouterie, joaillerie, orfèvrerie et activités qui s’y rattachent
3052 pharmacie d’officine
3053 jouets, bimbeloterie, bazars (commerce de gros)
3054 papiers cartons (distribution et commerce de gros des)
ingénieurs et cadres
3055 autoroutes (sociétés d’)
3056 negoce de l’ameublement
3058 cuirs et peaux (industrie des)
3059 sociétés financières

### 3060 et n° suivants
3060 meunerie
3061 agences de voyages et de tourisme (personnel des), tourisme, guides accompagnateurs
3062 entreprises d’architecture
3063 pharmacie
produits à usage pharmaceutique, parapharmaceutique, vétérinaire (fabrication et commerce)
3064 chaux (fabrication de la)
ouvriers
etdam
cadres
3065 habillement (maisons à succursales de vente au détail)
3066 plasturgie
3067 fourrure
3068 papiers cartons et pellicule cellulosique (transformation des
ingénieurs et cadres)
3072 coopératives de consommation

### 3070 et n° suivants
3073 publicité et assimilées (entreprises)
3074 blanchisserie, laverie, location de linge, nettoyage à sec, pressing et teinturerie
3075 voyageurs, représentants, placiers (accords nationaux interprofessionnels)
3076 électronique, audiovisuel, équipement ménager (commerces et services)
3078 cabinets d’avocats
3079 verre (fabrication mécanique)

### 3080 et n° suivants
3081 carrières et matériaux (industries de) (ouvriers, employés, techniciens, agents de maîtrise, cadres)
3082 grands magasins et magasins populaires
3084 optique-lunetterie de détail
3085 transports routiers
3086 tuiles et briques (industrie des)

### 3090 et n° suivants
3090 immobilier (administrateurs de biens, sociétés immobilières, agents immobiliers)
3091 quincaillerie brochure remplacée par la brochure nº 3311 relative aux commerces de quincaillerie, fournitures industrielles, fers-métaux et équipements de la maison.
3092 alimentation (industries alimentaires)
3092 brochure 3294 pâtes alimentaires sèches et couscous non préparé
3094 guides interpretes (agences de voyages)
3097 exploitation cinématographique
3098 habillement (industries de l’)
3099 réseaux de transports publics urbains de voyageurs

### 3100 et n° suivants
3100 importation-exportation de France métropolitaine (entreprises de commerce et de commission d’)
3101 boucherie, boucherie-charcuterie et boucherie hippophagique
3102 activités industrielles de boulangerie et pâtisserie
3103 édition
3104 pharmacie (industrie pharmaceutique)
3106 textile (industrie)
3107 bâtiment et travaux publics
3108 chimie (industries chimiques)
3109 métallurgie (accords nationaux)

### 3110 et n° suivants
3110 entreprises de courtage d’assurances et/ou de réassurances
3111 abattoirs, ateliers de découpe, conditionnement de volailles
3113 industrie des panneaux à base de bois
3114 analyses médicales (laboratoires extra-hospitaliers)
3115 personnel des agences générales d’assurances
3116 handicapes
établissements et services pour les personnes inadaptées et handicapées
3117 boulangerie-pâtisserie

### 3120 et n° suivants
3120 chaussure (employés des entreprises à succursales du commerce de détail de la)
3121 distributeurs conseils hors domicile (distributeurs chd)
3122 téléphériques et engins de remontées mécaniques
3123 parfumerie esthétique
3124 brochure 3294 pâtes alimentaires sèches et couscous non préparé
3124 lait
industrie laitière
3125 brochure 3294 pâtes alimentaires sèches et couscous non préparé
3125 charcutières (industries)
salaisons, charcuterie en gros et conserves de viandes
3126 métallurgie (région parisienne)
3127 brochure 3294 pâtes alimentaires sèches et couscous non préparé
3127 industries de produits alimentaires élaborés
3128 industries agricoles et alimentaires

### 3130 et n° suivants
3130 jeux, jouets, articles de fêtes, voitures d’enfants (industrie)
3131 machines et matériel agricoles, matériels de travaux publics, bâtiment et manutention, motoculture de plaisance, jardins et espaces verts
3132 hospitalisation privée à but lucratif établissements privés de santé, hôpitaux, cliniques, maisons de retraite pour personnes âgées cette brochure a été remplacée par la brochure nº 3307 relative à l'hospitalisation privée
3133 charcuterie (de détail)
3134 notariat
3135 cartonnage (industrie du)
3136 journalistes
3137 sérigraphie
3138 imprimeries de labeur et industries graphiques
3139 ganterie de peau

### 3140 et n° suivants
3140 presse quotidienne régionale, départementale, de province
3141 presse quotidienne régionale
départementale
3142 agences de presse
3143 presse hebdomadaire regionale (cadres et employés) presse hebdomadaire parisienne (employés) presse periodique et/ou hebdomadaire (employés)
3144 gardiens, concierges et employés d’immeubles
3145 expertises en matière d’évaluations industrielles et commerciales
3147 machines à coudre (commerce des)
3148 commerces de gros en bonneterie, lingerie, confection, mercerie, chaussures et négoces connexes
3149 conseils juridiques (cabinets) remplacé par la brochure nº 3078 cabinets d'avocats (personnel salarié et avocats salariés)

### 3150 et n° suivants
3150 professions de la photographie
3151 tourisme social et familial
3152 horlogerie
commerce de gros
3153 navigation intérieure (personnel sédentaire : cadres et etam)
3154 matériaux de construction (négoce des)
3155 ameublement (fabrication)
3156 activités du déchet
3157 maroquinerie, articles de voyage, chasse-sellerie, gainerie, bracelets en cuirs en attente de la convention collective nationale des industries de la maroquinerie, articles de voyage, chasse-sellerie, gainerie, bracelets en cuir du 9 septembre 2005 étendue par arrêté du 12 juin 2006 jorf 23 juin 2006.
3158 papiers-cartons (distribution et commerce de gros des) ouvriers, employés, techniciens et agents de maîtrise
3159 coiffure et professions connexes

### 3160 et n° suivants
3160 quincaillerie brochure remplacée par la brochure nº 3311 relative aux commerces de quincaillerie, fournitures industrielles, fers-métaux et équipements de la maison.
3161 banque
3163 chaussure, articles chaussants (industries de la)
3164 porcelaine (industries françaises) convention collective dénoncée par lettre du 28 avril 1998 (bo cc 98-21) et dispositions reprises dans la convention collective des industries céramiques de France (brochure nº 3238).
3165 produits du sol, engrais et produits connexes
3166 alimentation (entrepôts d’) cette convention collective a été remplacée par la convention collective du 12 juillet 2001 du commerce de détail et de gros à prédominance alimentaire (brochure nº 3305)..
3167 casinos
3168 cabinets médicaux (personnel)
3169 métreurs vérificateurs, économistes de la construction (cabinets)

### 3170 et n° suivants
3170 manutention ferroviaire
3171 instruments à écrire et industries connexes
3172 vitrail (industrie du)
3173 propreté (entreprises de)
3174 cinéma (industrie, distribution)
3175 tourisme (organismes)
3176 camping industries du camping, tourisme
3177 transport aérien (personnel au sol)
3178 exploitations frigorifiques
3179 brochure 3294 pâtes alimentaires sèches et couscous non préparé
3179 viande (industrie et commerces en gros des viandes)

### 3180 et n° suivants
3180 salaries du particulier employeur
3181 édition de musique
3183 ports de plaisance
3184 œufs et industries en produits d’œufs (centres immatriculés de conditionnement, de commercialisation et de transformation)
3185 brochure 3038 laboratoires cinématographiques et sous-titrage
3185 couture parisienne
3187 navigation de plaisance
3188 entreprises de crédit immobilier

### 3190 et n° suivants
3190 personnels des sociétés anonymes et fondations d’hlm
3191 hlm (sociétés coopératives
3192 hospitalisation
établissements médicaux pour enfants et adolescents cette brochure a été remplacée par la brochure nº 3307 relative à l'hospitalisation privée* ag annexe « classification des emplois
grille des salaires
déroulement des carrières »
3193 bâtiment
ouvriers (entreprises occupant jusqu’à dix salariés)
3196 prévention et sécurité
3197 hospitalisation
établissements prives sanitaires et sociaux (uhp) cette brochure a été remplacée par la brochure nº 3307 relative à l'hospitalisation privée
3198 établissements privés d’hospitalisation, de soins, de cure et de garde à but non lucratif

### 3200 et n° suivants
3201 personnel non medical des centres de lutte contre le cancer
3205 geometres-experts, topographes, photogrammetres, experts-fonciers en attente d'une nouvelle convention collective nationale des cabinets ou entreprises de géomètres-experts, géomètres topographes, photogrammètres, experts-fonciers du 13 octobre 2005, étendue par arrêté du 24 juillet 2006 jorf 2 août 2006..
3209 enseignement technique hors contrat (personnels enseignants, chefs de travaux)

### 3210 et n° suivants
3212 travail temporaire
personnels intérimaires et permanents
3215 pâtisserie
3216 navigation libre (personnel sédentaire des entreprises de)
3217 aide ou maintien à domicile (organismes d’)
3218 centres sociaux et socioculturels

### 3220 et n° suivants
3220 centres de gestion agréés
3221 habitat
pact et arim
3222 brochure 3283 golf
3222 commissaires-priseurs
études et organismes professionnels
3224 confiserie, chocolaterie biscuiterie (détaillants et détaillants fabricants)
3225 restauration de collectivités
3226 entreprises artistiques et culturelles
3227 restauration ferroviaire
3228 récupération (industrie et commerce)
3229 enseignement privé

### 3230 et n° suivants
3231 hôtels de tourisme trois, quatre et quatre étoiles de luxe (région parisienne)
3232 bricolage
vente au détail en libre-service
3233 fruits et légumes (expédition et exportation)
3234 nettoyage et manutention sur les aéroports (région parisienne)
3235 enseignement privé à distance
3238 industries céramiques de France
3239 peintres en lettres graphistes-décorateurs en signalisation, enseignes, publicité peinte

### 3240 et n° suivants
3240 horlogerie bijouterie
3241 habillement (commerce de détail)
3242 papiers, cartons et celluloses (production des)
oedtam
3243 poissonnerie
3244 commerce de détail des fruits et légumes, épicerie et produits laitiers lait, épicier détaillant, alimentation, crémerie, crémier, fromages, supérettes, supermarchés, commerce de boissons, alcool, spiritueux, commerce de pain, de pâtisserie, vente de produits biologiques, bio
3245 restauration rapide
3246 animation
3247 boissons
eaux embouteillées et boissons rafraîchissantes sans alcool et bière (activité de production)
3248 construction-promotion
3249 formation (organismes de)

### 3250 et n° suivants
3250 papiers, cartons et industries connexes (transformation) oedtam
3251 commerces de détail non alimentaires idcc 1517
3252 papeterie, fournitures de bureau, bureautique et informatique, librairie (commerce de détail)
3253 boyauderie
3254 prothésistes dentaires et personnels de laboratoires de prothèses dentaires
3255 cabinets dentaires
3256 mareyeurs expéditeurs
3257 bourse
3258 bâtiment
ouvriers (entreprises occupant plus de dix salariés)
3259 travail aérien (personnel navigant des essais et réceptions)

### 3260 et n° suivants
3260 désinfection – désinsectisation
dératisation
3261 publicité directe (logistique)
3262 pharmaceutique de répartition
3263 charbonnière
importation et commerce de gros
3264 rouissage et teillage du lin
3265 assurances (sociétés d’)
3266 étudiants (maisons d’)
3267 assurance (inspection d’)
3268 théâtres prives
3269 pompes funèbres

### 3270 et n° suivants
3270 biscotteries, biscuiteries, céréales prêtes à consommer ou à préparer, chocolateries, confiseries, aliments de l’enfance et de la diététique, des préparations pour entremets et desserts ménagers
3270 brochure 3294 pâtes alimentaires sèches et couscous non préparé
3271 hôtellerie de plein air, terrain de camping
3272 jardineries, graineteries
3273 manutention portuaire
3274 établissements et services prives, sanitaires, sociaux et médico-sociaux crrr cette brochure a été remplacée par la brochure nº 3307 relative à l'hospitalisation privée
3275 espaces de loisirs, d’attractions et culturels (ccnelac)
3276 institutions de retraites complémentaires, institutions de prévoyance
3277 entrepreneurs de spectacles et artistes dramatiques, lyriques, chorégraphiques, marionnettistes, de variétés et musiciens en tournées
3278 télévision (artistes-interprètes engagés pour des émissions de)
3279 assistance (société d’)

### 3280 et n° suivants
3280 industrie de la fabrication des ciments
3281 fabrication du verre à la main, semi-automatique et mixte
3282 vétérinaires (cabinets et cliniques)
3283 golf
3284 établissements de suite et de réadaptation prives – sneserp cette brochure a été remplacée par la brochure nº 3307 relative à l'hospitalisation privée
3285 radiodiffusion
3286 negoce et prestations de services dans les domaines medico-techniques
3287 négoce de bois d’œuvre et produits dérivés
3288 personnel navigant technique des exploitants d’hélicoptères
3289 presse d’information spécialisée
employés
3290 presse d’information spécialisée
cadres, technicien, agents de maîtrise
3291 brochure
3136 journalistes

### 3290 et n° suivants
3291' presse hebdomadaire régionale
3292 hôtels, cafés, restaurants restaurant, tourisme, hôtel de préfecture, cafés_tabacs
3293 navigation intérieure (personnel des entreprises des transports de passagers)
3294 pâtes alimentaires sèches et couscous non préparé
3295 cabinets ou entreprises d’expertises en automobiles
3296 audio-vidéo informatique
3297 cafétérias et assimiles (chaînes)
3298 thermalisme

### 3300 et n° suivants
3300 mutualité
3301 personnel des prestataires de services dans le domaine du secteur tertiaire
3302 entreprises des services d’eau et d’assainissement
3303 télécommunications
3304 missions locales et paio
3305 commerce de détail et de gros à prédominance alimentaire
3306 associations agréées de surveillance de la qualité de l’air
3307 hospitalisation privée
3309 assainissement et maintenance industrielle

### 3310 et n° suivants
3310 les métiers du verre tailleurs, boucheurs, décorateurs, commerce de flaconnage, verrerie à la main travaillée au chalumeau, verriers
3311 commerces de quincaillerie, fournitures industrielles, fers-métaux et équipements de la maison
3314 production de films d’animation
3316 distribution directe documents, journaux et objets publicitaires non adressés distribués gratuitement dans les boîtes à lettres, journaux gratuits
3317 assistants maternels du particulier employeur
3318 mannequins adultes et mannequins enfants de moins de seize ans employés par les agences de mannequins
3319 chaînes thématiques

### 3320 et n° suivants
3320 enseignement privé
3321 aides familiales rurales et personnel de l’aide à domicile en milieu rural (admr) associations locales, fédérations, union nationale et comités régionaux
3333 entreprises de vente à distance

### 3600 et n° suivants
3601 chasse et pêche (gardes-chasse et gardes-pêche particuliers)
3602 jardiniers et jardiniers-gardiens de propriétés privées
3603 centres équestres
3604 caves coopératives vinicoles et leurs unions
3605 entrainement de chevaux de courses au trot
3606 entreprises d’accouvage et de sélection
3607 conserveries coopératives et sica
3608 lait
3609 personnel des élevages aquacoles
3610 entreprises paysagistes (personnel d’encadrement)

### 3610 et n° suivants
3611 personnel des organismes de contrôle laitier
3612 coopératives et sociétés d'intérêt collectif agricole (sica) bétail et viande
3613 parcs et jardins zoologiques ouverts au public
3614 fleurs, fruits et légumes, pommes de terre (coopératives et sica)
3615 établissements d’entraînement de chevaux de courses au galop
3616 coopératives agricoles de céréales, de meunerie, d’approvisionnement, d’alimentation du bétail et d’oléagineux
3617 entreprises du paysage (salariés non cadres)

## Historique
En France, les conventions collectives sont définies par une première loi du 25 mars 1919 qui affirme leur suprématie sur le contrat de travail individuel, mais elles sont précédées par une longue pratique de l’arbitrage et de la conciliation des conflits collectifs, comme dans le cas de l’arbitrage du conflit de la grève des mineurs dans le Nord-Pas-de-Calais conclue par la fameuse « convention d’Arras » en 1891. Il faut attendre les grandes grèves du Front populaire et la loi du 24 juin 1936 pour qu’elles puissent être étendues par un arrêté publié au Journal officiel. 
Les conventions collectives ne seront réellement appliquées qu'à partir du Front populaire, en 1936, puis supprimées par le régime de Vichy en 1941. Elles sont rétablies par la loi du 23 décembre 1946 et par celle du 11 février 1950, cette dernière portant également sur la création du salaire minimum interprofessionnel garanti.
Initialement, les conventions collectives ne concernaient que les entreprises signataires. La plupart des conventions collectives ont été étendues à toutes les entreprises de la branche concernée par arrêté du ministre chargé du travail. La quasi-totalité des entreprises françaises relèvent donc d’une convention collective quelles que soient leur activité et leur taille. Le contrat de travail doit obligatoirement mentionner la convention collective dont relève l’entreprise, et un exemplaire doit être disponible pour consultation dans l’entreprise par les salariés.

## Législation
Elles viennent compléter les dispositions du Code du travail pour chaque branche de métier et pour chaque profession, y compris les professions libérales comme les architectes ou les avocats. En cas de contradiction entre le Code du travail et la convention collective, ce sont les dispositions les plus favorables au salarié qui sont applicables. Il s’agit du principe de faveur.
Sauf cas particuliers une convention collective ne peut comporter de clauses moins favorables au salarié que le Code du travail.  
La convention collective définit les règles suivant lesquelles s’exerce le droit des salariés à la négociation collective de l’ensemble de leurs conditions d’emploi, de formation professionnelle, de travail et de leurs garanties sociales. Il peut exister des accords collectifs qui eux ne définissent qu’une partie des points ci-dessus.
Une convention collective doit nécessairement faire l’objet d’un écrit (à peine de nullité) et d’un dépôt de l’accord à la Direction régionale de l'économie, de l'emploi, du travail et des solidarités (DREETS) ainsi qu’au secrétariat du greffe du conseil de prud’hommes.

## Niveaux de négociation collective
Une convention collective est relative à un type d’activité. Elle peut aussi être nationale ou restreinte à une région, à un département, voire propre à une entreprise ou à un établissement.
Il existe en effet quatre niveaux de négociations collectives, qui sont les suivantes :
- niveau national interprofessionnel : négocié par les syndicats représentatifs au niveau national (toute réforme concernant le droit du travail, de l’emploi et de la formation doit faire l’objet d’une concertation entre employeurs et syndicats de salariés) ;
- niveau de la branche : négocié entre les syndicats représentatifs de la branche d’activité et les employeurs ;
- niveau du groupe : négocié entre les syndicats représentatifs du groupe (groupement d’entreprises) et l’employeur de l’entreprise dominante (dans le cas du régime des sociétés mères et filiales c’est donc l’employeur de la société mère qui négocie la convention) ;
- niveau de l’entreprise ou de l’établissement : négocié entre le syndicat représentatif dans l’entreprise ou l’établissement et le chef d'entreprise.

## Commission nationale de la négociation de la convention collective
Au sein de la Commission nationale de la négociation collective, de l'emploi et de la formation professionnelle, présidée par les ministres chargés de l’emploi, de l’agriculture et de l’économie et comprenant des représentants des syndicats nationaux, il existe une sous-commission des conventions et accords. Cette sous-commission est chargée entre autres d’examiner l’évolution des lois régissant les conventions collectives ainsi que de donner un avis sur les arrêtés d’extension ou d’élargissement des conventions collectives.

## Convention collective étendue
En France, lorsqu'un arrêté d'extension de la convention collective est publié au Journal officiel, elle est dite « étendue », ce qui signifie qu'elle prend force de loi pour toutes les entreprises relevant de son champ d'application.

## Respect des fondamentaux du cadre légal
Une convention collective doit respecter les fondamentaux du cadre légal. Les principes essentiels tels que l’égalité hommes-femmes ou l'activité syndicale ne peuvent être remis en cause dans les textes conventionnels.
Une convention collective ne peut pas s'éloigner des lois en vigueur dans un sens qui serait défavorable aux salariés, mais elle peut apporter aux salariés des points plus favorables que la loi. 

## Contrats de travail
De même, un contrat de travail individuel ne peut pas contenir de clauses plus défavorables que le contenu de l'accord de branche, par exemple une rémunération inférieure à la grille de la convention. En revanche, il peut apporter aux salariés des avantages allant au-delà de la convention collective.  

## Accords d'entreprise
Les accords d’entreprise quant à eux, ont vocation à tenir compte des caractéristiques de l'entreprise pour aménager si besoin, le texte de la convention collective. Avant 1982, une convention d'entreprise ne pouvait en aucun cas être moins favorable aux salariés que la convention collective. Depuis 1982, l’entreprise peut calculer le temps de travail sur l’année et non plus seulement à la semaine comme le préconise le code du travail ; depuis 2004, un accord d’entreprise peut déroger à un accord de branche dans tous les domaines, hormis les classifications et les salaires minimum, même s’il est moins favorable aux salariés. Bien entendu, l'accord d'entreprise doit respecter les lois en vigueur comme la prévoyance et la mutualisation des fonds pour la formation.

## Interprétation
« Pour la Cour de cassation, la convention collective doit être interprétée comme la loi si elle manque de clarté, c’est-à-dire d’abord en respectant la lettre du texte, ensuite en tenant compte d’un éventuel texte législatif ayant le même objet et en dernier recours en utilisant la méthode téléologique consistant à rechercher l’objectif social du texte. La Cour de cassation précise qu’elle exerce un contrôle lourd de cette interprétation afin d’assurer une unité d’application. »

— Force ouvrière

## Réforme
Une nouvelle convention collective nationale modifiant des conventions collectives régionales peut éteindre ces conventions antérieures.